# Max Huwyler
Max Huwyler (* 6. Dezember 1931 in Zug; † 28. Januar 2023 ebenda) war ein Schweizer Autor.

## Leben und Werk
Max Huwyler wurde 1931 in Zug geboren und wuchs dort auf. Er liess sich zunächst zum Primarlehrer ausbilden, später an den Universitäten von Zürich und Lyon zum Sekundarlehrer. Zusammen mit dem Thalwiler Sekundarlehrer Walter Flückiger verfasste er das in der Sekundarschule verwendete dreibändige Sprachlehrmittel Welt der Wörter, das ab 1983 in mehreren Auflagen erschien. Neben seiner Lehrtätigkeit in Opfikon und Bonstetten begann er Erzählungen, Hörspiele, Theaterstücke, Gedichte und Kinderbücher zu verfassen.
Im Alter von 50 Jahren publizierte sein erstes literarisches Werk mit dem Titel „Würfelwörter“.
Ein besonderes Augenmerk legte Huwyler auf die Mundart, in den eigenen Werken, aber auch in Übersetzungen von Stücken von Elias Canetti und Günter Grass in den Zuger Dialekt.
In seiner Lyrik untersuchte er das Charakteristische der Zuger Sprache, widmete sich der Geschichte Zugs und befasste sich mit der Zuger Gesellschaft. Zusammen mit dem Akkordeonspieler Hans Hassler trat er viele Jahre auf Kleintheater-Bühnen auf.
Zu seinem 90. Geburtstag lud die literarische Gesellschaft Zug am 15. Dezember 2022 zu einer Geburtstagsfeier ein, an der viele Weggefährten teilnahmen, unter anderen Franz Hohler.

## Auszeichnungen
Huwylers Schaffen wurde vielfach ausgezeichnet:
- 1980: mit einer Ehrengabe aus dem Literaturkredit des Kantons Zürich
- 1993: mit dem Schweizer Jugendbuchpreis für „Das Nashorn ist das Nashorn“ (Wettbewerb zum 50-jährigen Jubiläum des Schweizer Jugendbuchpreises)
- 1994: mit dem Preis der Schweizerischen Schillerstiftung für seinen Gedichtband „De Wind hed gcheert“
- 1996: mit dem Anerkennungspreis des Kantons Zug
- 2003: mit dem Schweizer Kinder- und Jugendmedienpreis und dem Zonser Hörspielpreis
- 2004: mit dem Medienpreis der SRG idée suisse Zentralschweiz[7]
- 2018: mit dem Ehrenpreis der Zuger Kulturschärpe[8]

## Werke
- 1981: Würfelwörter", Zeichnungen von Markus Mendelin, Rolf Kugler Verlag, Oberwil b. Zug,
- 1987: Föönfäischter, Zytglogge Verlag, Gümligen, ISBN 978-3-7296-0255-7
- 1993: De Wind hed gcheert, Bilder: Werner Hofmann, Zytglogge Verlag, Gümligen, ISBN 978-3-7296-0455-1
- 2006: öppis isch immer, orte Verlag, Schwellbrunn, ISBN 978-3-85830-136-9
- 2010: Das Zebra ist das Zebra. Mit Illustrationen von Jürg Obrist. Atlantis-Verlag, Zürich, ISBN 978-3-7152-0581-6.
- 2011: Mitunter überleben. Gedichte. Verlag Martin Wallimann, Alpnach, ISBN 978-3-905969-07-8 (der erste Band mit ausschliesslich hochdeutschen Gedichten)
- 2018: Jakobs Auswanderung. Zuger Geschichten und Idyllen, edition bücherlese, Luzern, ISBN 978-3-906907-14-7.